# Chad Acciari
Chad Acciari (ur. 18 lutego 1976) – australijski judoka.
Startował w Pucharze Świata w 1999. Brązowy medalista mistrzostw Oceanii w 1998. Trzeci na mistrzostwach Australii w 1998 i 1999 roku.